# Emma Myers
Emma Myers (Orlando (Florida), 2 april 2002) is een Amerikaans actrice. Ze speelde in diverse films en series, waaronder A Minecraft Movie, Wednesday en A Good Girl's Guide to Murder.

## Biografie
Myers werd geboren op 2 april 2002 in Orlando, Florida als de dochter van Nicole en Jeremy Myers. Ze heeft een oudere en een jongere zus. Myers maakte veel gebruik van thuisonderwijs. Van haar moeders kant is Myers van Griekse afkomst.
Myers maakte in augustus 2010 haar debuut als televisieactrice in de televisieserie The Glades Vanaf zestienjarige leeftijd ging Myers professioneel acteren en had ze rollen in A Taste of Christmas (2020) en in Girl in the Basement (2021). Myers brak in 2022 door in de Netflix-serie Wednesday met haar rol van Enid Sinclair, een weerwolf en kamergenoot van Wednesday Addams gespeeld door Jenna Ortega. In 2023 had ze ook een rol in Southern Gospel.
Myers verscheen ook in de Netflix komediefilm Family Switch van McG naast Jennifer Garner en Ed Helms. Ze speelde in 2024 de hoofdrol van Pippa Fitz-Amobi in de moordmysterie Netflix televisieserie A Good Girl's Guide to Murder, naar het gelijknamige boek van Holly Jackson. Hetzelfde jaar werd ze gecast in A Minecraft Movie, gebaseerd op het gelijknamige videospel.

## Filmografie

### Film
- 2010: Letters to God, als meisje in de bus
- 2010: Crooked, als gym meisje
- 2020: Deathless, als Mavis Nebick
- 2021: Girl in the Basement, als Marie Cody
- 2023: Southern Gospel, als Angie Blackburn
- 2023: Family Switch, als CC Walker
- 2025: A Minecraft Movie, als Natalie

### Televisie
- 2010: The Glades, als Paige Slayton
- 2020: The Baker and the Beauty, als Stephanie
- 2020: Dead of Night, als meisje van Magnolia
- 2020: A Taste of Christmas, als BeeBee Jordan
- 2022-heden: Wednesday, als Enid Sinclair
- 2024: A Good Girl's Guide to Murder, als Pippa "Pip" Fitz-Amobi